# USA電視台
USA电视台（英語：USA Network，或稱為USA電視網）是美國的一家有線電視台，自1971年開始播出。主要播出娛樂節目。USA电视台和美國三大電視網之一的國家廣播公司(NBC)都是NBC環球的旗下企業。USA电视台播出有眾多高收視電視劇。也會播出美國網球公開賽和美國高爾夫巡迴賽、奧運會、世界摔角娛樂所屬節目Raw等體育節目。

## 外部連結
- 官方网站